# Geneva (Indiana)
Geneva è un comune degli Stati Uniti d'America, situato nello Stato dell'Indiana, nella contea di Adams.